# Petr Vachler
Petr Vachler (* 29. ledna 1966, Strakonice) je český filmový producent, scenárista a režisér.

## Život
Vystudoval defektologii a vychovatelství na Pedagogické fakultě UK v Praze. Počátkem 90. let založil produkční firmu Vachler Art Company (VAC), se kterou v roce 1993 založil výroční filmové ceny Český lev a v roce 1995 také Českou filmovou a televizní akademii (ČFTA), v níž působil jako výkonný ředitel do 3. června 2013, kdy rezignoval. Podílel se i na vzniku televizních pořadů Kinobox, Prology, Dotkněte se hvězd, Vsaďte se, To snad není možný, Tváře českého filmu. Natočil též celovečerní hraný film Doblba!.
V roce 2023 objížděl republiku s předpremiérou svého celovečerního filmu s duchovní tematikou Tajemství a smysl života, kde je použito mnoho trikových a počítačově animovaných (CGI) scén v kombinaci s hereckými výkony předních českých a slovenských herců (Barbora Seidlová, Jan Budař, Vladimír Javorský, Josef Polášek, Andrea Růžičková a další). Ve filmu promlouvají také známí až světoznámí autoři duchovní, seberozvojové a vědecké literatury, jako don Miguel Riuz, Raymond Moody, Amit Goswami, Ervin László, Jan Rak (fyzik), Deepak Chopra, Andreas Clauss nebo také slavný autor Erich von Däniken. Sám Petr Vachler se ve filmu pomocí snímání výrazů tváře převtělil do ústřední CGI postavy – průvodce filmem.
V listopadu toho roku představoval tento svůj nejnovější film rovněž na Mezinárodní konferenci exopolitiky, historie a spirituality, jejíž 6. ročník navštívil.

## Režijní filmografie
- 2005 Doblba! (2005)
- 2008 Detektor (dokumentární cyklus)
- 2021 Přísně tajné projekty UFO: Odtajněno (seriál pro Netflix)
- 2023 Tajemství a smysl života (dostupné také na Netflixu)